# 忠範王
忠範王（ただのりおう、生年不詳 - 元慶4年2月6日（880年3月20日））は、平安時代前期の皇族。桓武天皇の孫。二品・賀陽親王の子。官位は従四位上・左京大夫。

## 経歴
清和朝の貞観6年（864年）二世王の蔭位により无位から従四位下に直叙され、翌貞観7年（865年）中務大輔に任ぜられる。同年2月には、天変地異を止めるため山階山陵（天智天皇陵）に遣わされている。従四位上・民部大輔に叙任された後、貞観年間中期に山城守に任ぜられ地方官に転じる。
貞観18年（876年）末に陽成天皇の即位を告げるために伊勢大神宮に派遣される。翌元慶元年（877年）左京大夫に任ぜられて京官に復し、同年7月には改元の伝達のための松尾神社への使者を務めている。
元慶4年（880年）2月6日卒去。最終官位は従四位上行左京大夫。

## 官歴
『日本三代実録』による。
- 貞観6年（864年） 正月7日：従四位下（直叙）
- 貞観7年（865年） 正月27日：中務大輔
- 時期不詳：従四位上
- 貞観8年（866年） 12月29日：次侍従
- 貞観10年（868年） 2月17日：民部大輔
- 貞観18年（876年） 12月17日：見前山城守
- 元慶元年（877年） 日付不詳：左京大夫
- 元慶4年（880年） 2月6日：卒去（従四位上行左京大夫）